# Wait Till Your Father Gets Home
Papai Sabe Nada ("em inglês" Wait Till Yous Father Gets Home) é um desenho com produção Hanna-Barbera. Estreou em 1972 e teve 48 episódios.
O cotidiano de uma família moderna, não muito diferente das famílias da época. Todos os problemas e confusões que faziam parte do dia a dia desta família. Baseado no seriado estadunidense de TV "All in the family".

## Personagens
- Harry Boyle: o pai
- Irma Boyle: a mãe
- Alice Boyle: a filha gordinha
- Chet Boyle: o filho mais velho
- Jamie Boyle: o filho caçula
- Susan Boyle: a filha famosa
- Ralph: o vizinho

## Episódios[2]
nomes originais (em inglês)

### Primeira temporada
1. The Fling
2. Alice's Dress
3. The Hippie
4. The Beach Vacation
5. Help Wanted
6. Love Story
7. The Victim
8. Chet's Job
9. Chet's Fiancee
10. The Mouse
11. Duty Calls
12. Expectant Papa
13. The New Car
14. The New House
15. The Prowler
16. Mama's Identity
17. Papa the Patient
18. The Swimming Pool
19. Sweet Sixteen
20. The Commune
21. Music Tycoon
22. Accidents Will Happen
23. Papa in New York
24. The Neighbors

### Segunda temporada
1. Bringing Up Jamie
2. The Lady Detective
3. Permissive Papa
4. Boyles on TV
5. My Wife, The Secretary
6. Papa, the Housewife
7. Jamie's Project
8. Don for the Defense
9. Alice's Diet
10. Mama Loves Monty
11. Alice's Crush
12. Papa's Big Check
13. Mama's Charity
14. Chet's Pad
15. Papa the Coach
16. Birdman Chet
17. Back to Nature
18. Alice's Freedom
19. The Beekeeper
20. Maude Loves Papa

### Terceira temporada
1. Rich Little, Supersleuth
2. Model Alice
3. Marriage Counselor
4. Car 54

## Dubladores[3]

### Nos Estados Unidos
- Harry Boyle: Tom Bosley
- Irma Boyle: Joan Gerber
- Alice Boyle: Tina Holland
- Chet Boyle: David Hayward
- Jamie Boyle: Jackie Earle Haley
- Ralph: Jack Burns